# Grand Point
Grand Point es un lugar designado por el censo ubicado en la parroquia de St. James en el estado estadounidense de Luisiana. En el Censo de 2010 tenía una población de 2473 habitantes y una densidad poblacional de 209,07 personas por km².

## Geografía
Grand Point se encuentra ubicado en las coordenadas 30°2′50″N 90°45′0″O / 30.04722, -90.75000. Según la Oficina del Censo de los Estados Unidos, Grand Point tiene una superficie total de 11.83 km², de la cual 11.01 km² corresponden a tierra firme y (6.94%) 0.82 km² es agua.

## Demografía
Según el censo de 2010, había 2473 personas residiendo en Grand Point. La densidad de población era de 209,07 hab./km². De los 2473 habitantes, Grand Point estaba compuesto por el 73.64% blancos, el 25.88% eran afroamericanos, el 0.12% eran amerindios, el 0% eran asiáticos, el 0.12% eran isleños del Pacífico, el 0.04% eran de otras razas y el 0.2% pertenecían a dos o más razas. Del total de la población el 0.32% eran hispanos o latinos de cualquier raza.